# مؤتمر أنابوليس

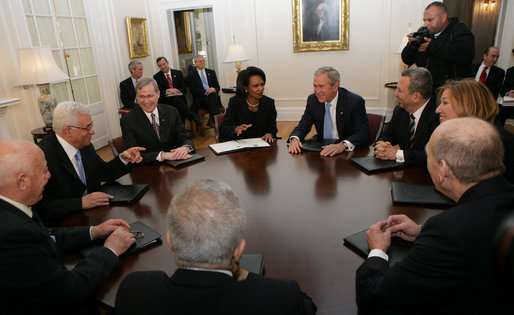
في اجتماع خلال مؤتمر أنابوليس، ويظهر محمود عباس، وجورج بوش ، وايهود باراك، وأحمد قريع، وإيهود أولمرت، وكونداليزا رايز، وليفني، البيت الأبيض 27 نوفمبر 2007

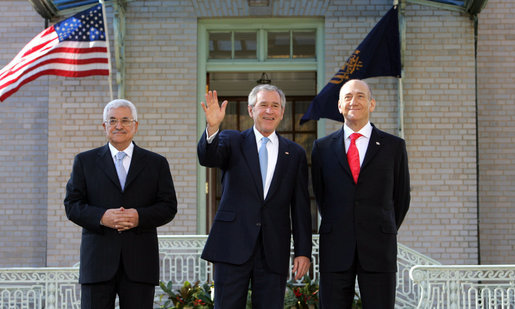
الرؤساء الثلاثة

مؤتمر أنابوليس هو مؤتمر السلام في الشرق الأوسط الذي عقد في 27 نوفمبر/ تشرين الثاني من 2007 في كلية البحرية للولايات المتحدة في أنابوليس، ماريلاند، الولايات المتحدة الأمريكية. وانتهى المؤتمر مع صدور بيان مشترك من جميع الاطراف. نظم المؤتمر من قبل الولايات المتحدة وتحت إشراف وزيرة خارجيتها كوندوليزا رايس واستمر ليوم واحد.

## أهداف المؤتمر
في هذا المؤتمر سعت الولايات المتحدة المساعدة في التوصل إلى اتفاقية سلام بين الإسرائيليين والفلسطينيين وإحياء خطة خارطة الطريق، وأن الهدف الرئيسئ هو العمل لقيام دولة فلسطينية نهاية فترة رئاسة الرئيس الأمريكي جورج بوش. مع أن الولايات المتحدة اعربت عن رغبتها في نجاح هذا المؤتمر من أجل بدا مفاوضات مكثفة بين الفلسطينيين والإسرائيليين وحشد الدعم الدولي لإقامة الدولة الفلسطينية، غير أن هذا الهدف تعرض لانتقادات واسعة لأنه لم يأت بجديد طالما أن كل الأطراف متفقة على هذا الهدف من حيث المبدأ.
أمل الطرف الفلسطيني أن يتمخض المؤتمر عن إعلان مبادئ مشترك مع الإسرائيليين بشأن القضايا الرئيسية، وأن يسفر عن جدول زمني لإقامة دولتهم.
كان الطرف الإسرائيلي متفائل بتفعيل المحادثات، ولكن لم يوافقوا على مبدأ مشترك ولا على جدول زمني لقيام دولة فلسطينية.

## الحضور

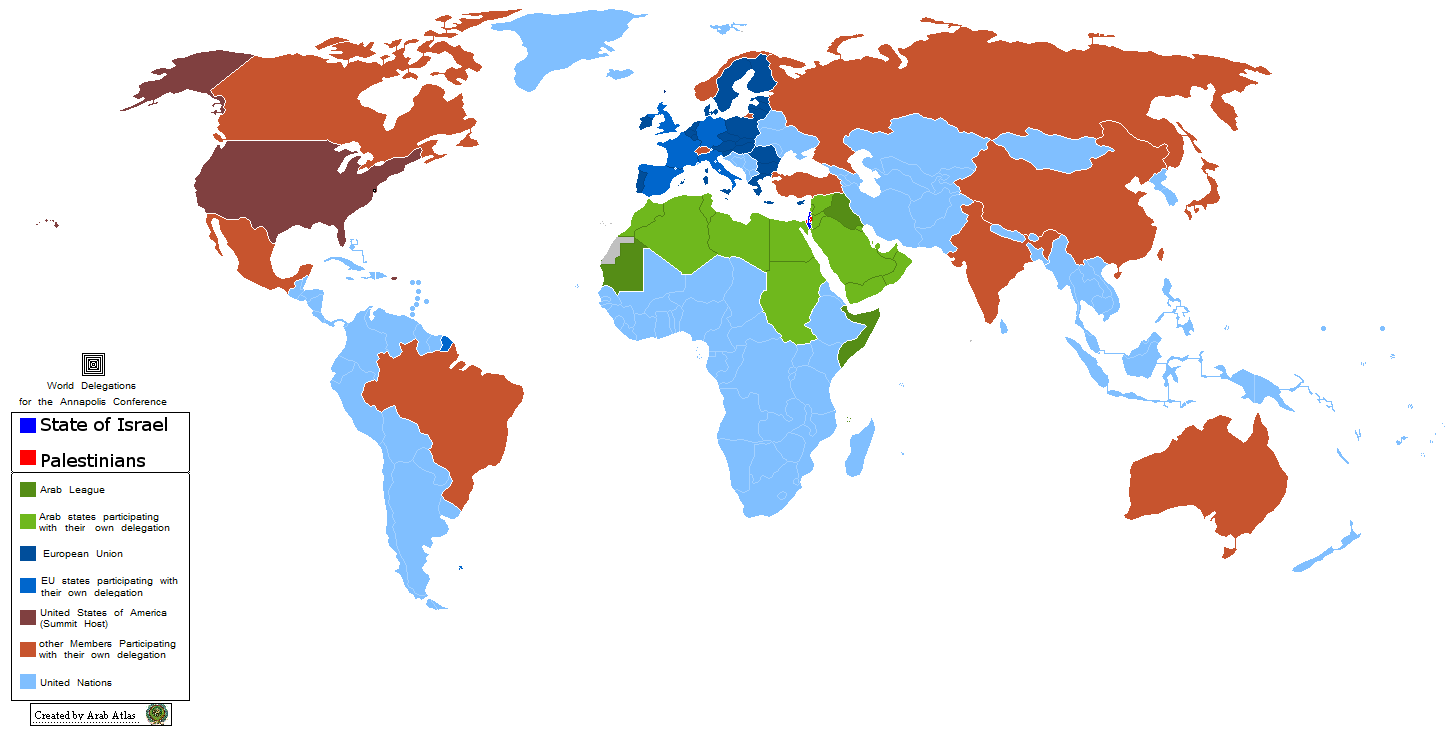
وفود مؤتمر أنابوليس، مرمزة بالألوان حسب الانتماء و/أو الدور

دعت الولايات المتحدة بصفتها الدولة المنظمة للمؤتمر أكثر من 40 دولة ومنظمة دولية. حضر المؤتمر الرئيس الفلسطيني محمود عباس، ورئيس الوزراء الإسرائيلي إيهود أولمرت، ورئيس الولايات المتحدة الأمريكية جورج بوش. صدرت قائمة جزئية بأسماء 40 مدعوا إلى المؤتمر في 20 نوفمبر 2007 تتضمن الصين، جامعة الدول العربية وروسيا والاتحاد الأوروبي، الأمم المتحدة. معظم المدعوين قبلوا الدعوة، ولكن الكثير من هذه الدول لم تكن لها علاقة بالنزاع الإسرائيلي-الفلسطيني أو لها علاقة محدودة. دعيت عدد من الدول ليس لها علاقة دبلوماسية مع إسرائيل، مثل سوريا والسعودية.

## افتتاح المؤتمر
انطلاقا من مبدأ التفاهم المشترك، أعلن الرئيس الأمريكي جورج بوش: «وتعزيزا لمبدأ دولتين، إسرائيل وفلسطين، تعيشان جنباً إلى جنب في سلام وأمن» اتفق الطرفان على «البدء فوراً بمفاوضات ثنائية من أجل إبرام إتفاقية سلام لحل القضايا العالقة والتي ستتضمن كل القضايا الجوهرية بلا استثناء، بناءً على ما تم التوصل إليه في اتفاقيات سابقة.» وستجتمع لجنة توجيهية من 12 ديسمبر 2007، سيتبعها مفاوضات ستجري مرة كل أسبوعين بين الرئيس عباس ورئيس الوزراء أولمرت.
واتفق الطرفان على الوفاء بالالتزامات المنوطة بهم فوراً والواردة في خارطة الطريق والاستمرار في تحقيقها حتى الوصول إلى اتفاقية سلام، يتم تنفيذها قبل نهاية عام 2008.

## نتائج المؤتمر
تفتق المؤتمر عن إصدار بيان مشترك بين رئيس الوزراء الإسرائيلي إيهود أولمرت والرئيس الفلسطيني محمود عباس يقضي ببدء مفاوضات الحل النهائي
كما حلل مراقبون أن المؤتمر والحضور العربي الكبير الذي صاحبه كان يهدف إلى حث الدول والحكومات العربية على التطبيع مع إسرائيل، ولكن كان هنالك شبه إجماع من الدول العربية على أن التطبيع مع إسرائيل إلا عند إحلال السلام الشامل في الأراضي الفلسطينية

## أصداء المؤتمر
كان للمؤتمر الكثير من الأصداء المؤثرة ما بين رفض وترحيب، فقد لاقى إجماعا عربيا شبه كامل تمثل بحضور وفود من جميع الدول العربية، ومع ذلك كان هنالك رفض شعبي في فلسطين للمؤتمر تمخض في هئية مظاهرات سلمية أقامتها بعض الأحزاب والقوى السياسية الفلسطينية مثل حزب التحرير وحماس والجهاد الإسلامي وبعض القوى الأخرى في كل الضفة الغربية وغزة، وقد اعترضت قوى الأمن الفلسطينية التظاهرات التي دعا إليها حزب التحرير في خمس مدن في الضفة كان أعنفها في الخليل حيث قتل الشاب هشام البرادعي